# 國立中山大學
國立中山大學，簡稱中山，是一所位於臺灣高雄市鼓山區的國立大學，也是南臺灣主要的商學院暨海事教育機構。該校以海、商、理工學科及研究中心群著稱，為臺綜大系統、EUTW、PACIBER成員，擁有AACSB、CFA協會大學合作夥伴學校認證。該校本部位處西子灣並鄰近壽山國家自然公園，享有豐富生態，另於東沙群島、斯里蘭卡、波羅的海國家設有科研中心與研究站。

## 沿革

### 廣東時期
- 1924年，孫中山下達大元帥令，將位於廣州的國立廣東高等師範學校、廣東公立法政大學、廣東公立農業專門學校三校合併，升格國立廣東大學。國立廣東高等師範學校校長鄒魯爲籌辦主任及校長。學校於9月19日開始上課，當年11月11日補行成立典禮，孫中山親臨典禮現場講話，並題寫校訓。根據《國立廣東大學規程》，學校宗旨爲「以灌輸及研究高深學理與技術，並因應國情，爲圖推廣其應用爲宗旨」。
- 1925年，廣東公立醫科大學、廣東公立工業專門學校併入，分別改為國立廣東大學醫學院、工學部。同年3月孫中山逝世，廖仲愷提議將學校更名為國立中山大學以茲紀念，10月獲國民政府批准。
- 1926年，正式更名國立中山大學，並在廣州石牌建立新校址（今華南理工大學和華南農業大學校址內）。按照早期校領導人的想法，力圖將國立中大醫科辦爲德國式，把農科辦爲美國式，把文科辦成北大式。戴傳賢爲更名後首任校長。時逢戴正患病，暫由教育家經亨頤代職。同年，國立中山大學舉行「廣東臺灣學生聯合會」成立大會，主張打倒日本帝國主義，發動臺灣民族革命。
- 1927年8月，國民政府仿效法國「大學區」制度，在全國各地設立「中山大學」，該校更名為國立第一中山大學。1928年3月，復名為國立中山大學。
- 1934年，許崇清繼任校長後，將工學院的土木、化學兩系與理科合併，改稱理工學院。
- 1935年，設立研究院，開始招收研究生。
- 1937年，國立廣東法科學院併入法學院；廣東省立勷勤大學工學院併入理工學院。
- 1938年，成立師範學院。同年10月，受到抗日戰爭的影響，遷至雲南澄江，1940年遷回粵北坪石，1945年初又緊急疏散至粵北梅縣、連縣等地。日本投降後，陸續遷回廣州。1946年，在廣州原校址正式復校。
- 1949年初，中華民國政府遷都廣州。同年10月，中國人民解放軍發起廣東戰役。广州被占领前夕，部分師生員工隨同政府疏散至重慶，後輾轉撤退來臺。國立中山大學餘部則由中國共產黨接管，後經改組成為當今中國大陸廣東的中山大學。

## 學校象徵

### 校旗
比例2:3，底色深藍，上端橫列白色的6字校名，中央鑲嵌正式校徽。

### 校訓
可解為「學之序」。此校训为國立中山大學及及廣東中山大学沿用。

### 校歌
《國立中山大學校歌》，由國立廣東大學首任校長鄒魯作詞，陳洪作曲。（試聽）　

### 海洋精神

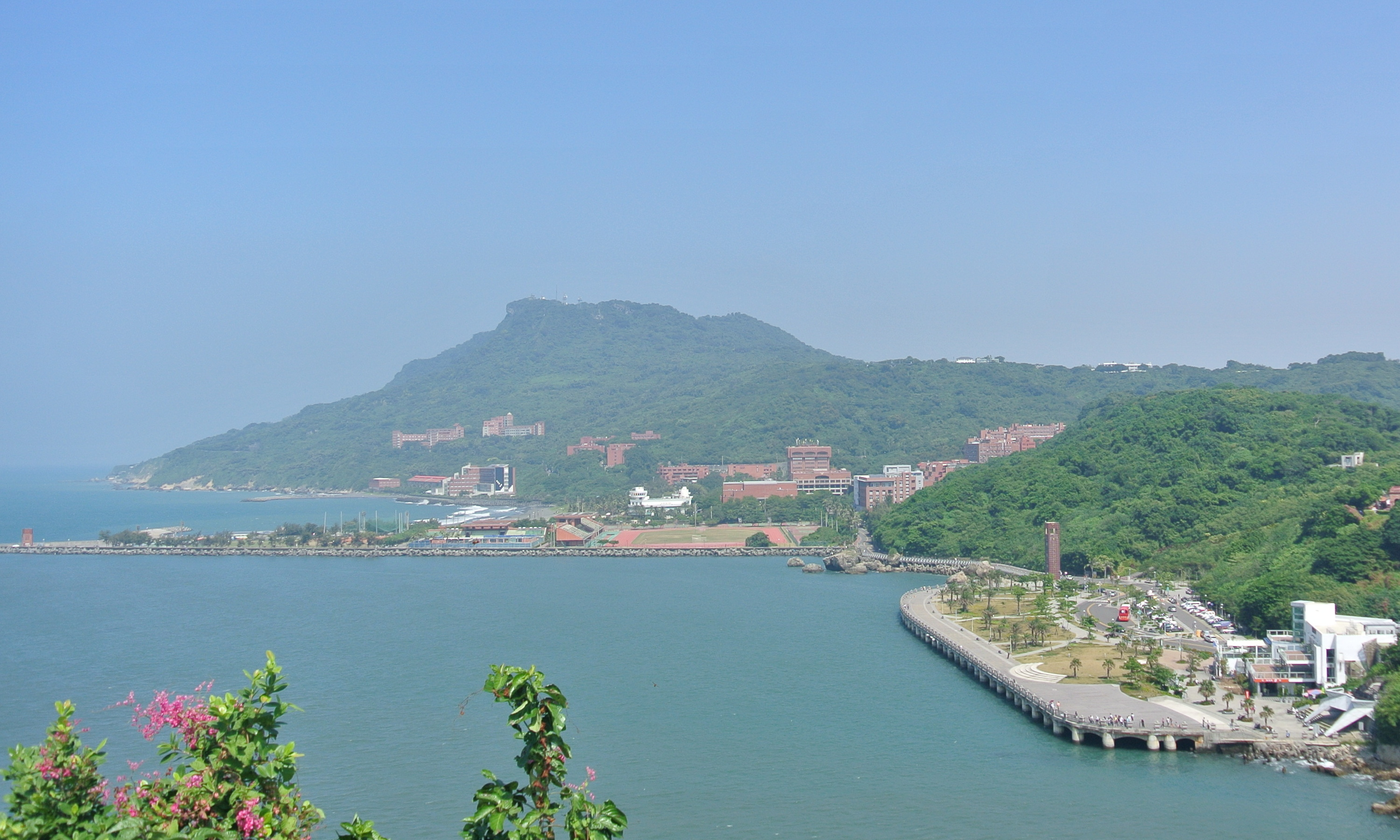
國立中山大學位於西子灣風景區，與高雄港相毗鄰

國立中山大學位於西子灣風景區，可在校內從事衝浪、滑浪風帆運動，觀覽船舶進出、乘船來往旗津。師生常須近身應對臺灣獼猴等野生動物。
該校的海洋政策研究中心是臺灣最早的海權智庫。別稱西灣人的大學生皆具有「標準蛙式25公尺」的畢業門檻，相當於日本慶應義塾大學的「塾生皆泳」以及國立成功大學的「3000公尺長跑」傳統。
目前，西子灣一詞及其變體已形同準校名，余光中教授並著有新詩《西子灣在等你》。

## 學術單位
國立中山大學擁有10個學院、22個研究所、22個學系，另有許多學位學程及碩士在職專班。

### 學院
此節紀錄國立中山大學的學院，已建有條目的細節資訊使用內部連結形式陳列供需要檢閱細節資訊的讀者連結。
- 國立中山大學文學院
- 國立中山大學理學院
- 國立中山大學工學院
- 國立中山大學管理學院
- 國立中山大學海洋科學學院
- 國立中山大學社會科學院
- 國立中山大學醫學院
- 國立中山大學半導體及重點科技研究學院
- 國立中山大學國際金融研究學院

西灣學院設有人文暨科技跨領域學士學位學程及社會創新研究所。包含數個中心，點列如下
- 基礎教育中心
- 博雅教育中心
- 運動與健康教育中心
- 服務學習教育中心
- 公民素養推動研究中心
- 運動健康產業研究中心
- 全英語卓越教學中心

### 研究中心
全校有48個研究中心，分為下列：
- 高教深耕計畫中心
- 編制內跨院一級研究中心
- 編制內一級研究中心
- 任務編組一級研究中心
- 任務編組二級研究中心
- 任務編組三級研究中心

### 跨校合辦單位
材料國際學院
國立中山大學與國立臺灣大學、國立成功大學於2017年共同宣布設立「材料國際學院」，明年秋季招收碩士班學生，初期借址中山大學校內授課，未來將落腳台灣中油舊廠的新材料循環經濟產業研發專區內。
台灣人工智慧學校南部分校
國立中山大學與台灣人工智慧學校（Taiwan AI Academy）共同組建「AI軍師聯盟」，並在校內成立「台灣人工智慧學校南部分校」，共同舉辦人工智慧產業論壇以互享技術與產業資訊。

### 貨櫃創業基地
「國立中山大學貨櫃創業基地」耗時3年打造。其運作由校友組成西灣天使投資公司，校方透過產學界及創投組織，組成「中山一億創新基金投資委員會」支持。給予每組團隊最高上限1千萬元的營運補助。

## 校園環境

### 西子灣校區

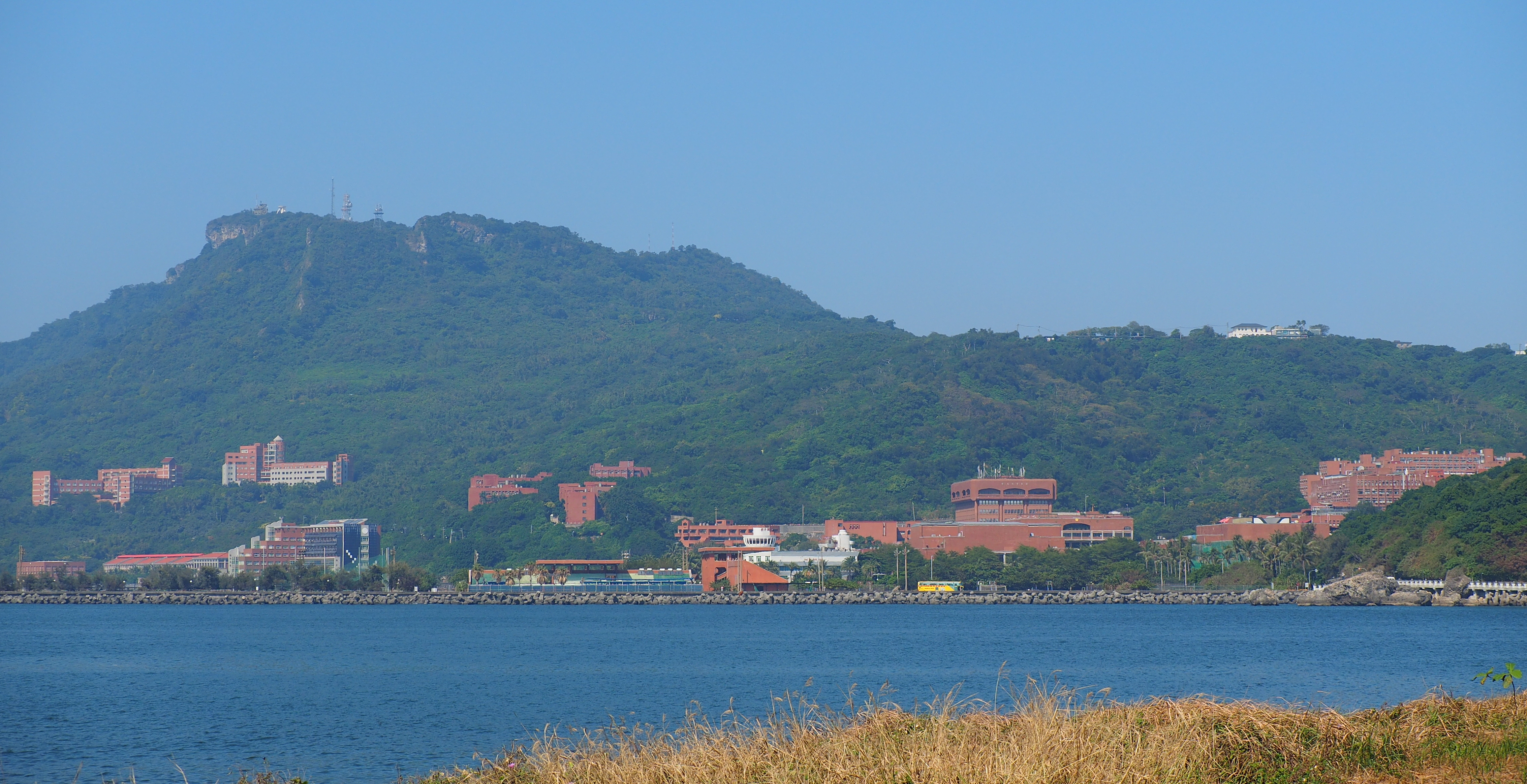
國立中山大學西子灣校區

國立中山大學校本部，西子灣校區毗鄰高雄港及軍事基地。來往高雄捷運哈瑪星站約有10分鐘步行距離。原址為壽山動物園，佔地約70公頃，但由於地形崎嶇山坡地比例過高，實際可用面積僅29公頃。
校園主體東依壽山，西臨臺灣海峽，南通高雄港，北靠柴山。全校被山海環繞地形封閉，包括西子灣隧道在內僅有4條連外道路。建築物除大學大樓外，填海造陸體育場、隧道、市定古蹟。校園環境涵蓋山地、海洋、珊瑚礁等地形；校內生態豐富，臺灣獼猴、鳳頭鸚鵡、赤腹松鼠與山羌等野生動物數量龐大，日常可見獼猴搶食，因而得名「桃太郎大學」。此外，西子灣海域棲息了瀕危物種「柴山多杯孔珊瑚」，數量僅約50隻。

#### 壽山館
1923年（大正十二年）4月21、22日，大日本帝國裕仁皇太子東宮行啟，至高雄港視察金剛號戰艦，夜宿新建的「打狗山賓館」（又稱高雄御泊所），4月29日因即為裕仁皇太子的誕辰，台灣總督田健治郎乃將打狗山改名為壽山，以寓「人山並壽」之意。臺灣戰後時期，壽山成為軍事管制區，之後壽山館被拆除，原址位於中山大學教職員宿舍區域旁。

#### 360藝文空間
1935年（昭和十年），高雄市役所為了迎接始政四十周年記念臺灣博覽會，在西子灣興建一棟2層樓的和風建築「高雄觀光館」。臺灣戰後時期，成為蔣公行館之一，中華民國總統蔣中正、宋美齡伉儷每逢南下必駐蹕此館。
1980年移交大學校方管理，1999年賦予別名「西灣藝廊」，2004年晉身高雄市市定古蹟「西子灣蔣介石行館」。
2016年強烈颱風莫蘭蒂重創南台灣，學校2017年旋即啟動修復工程，於2024年2月6日舉行落成儀式，重新命名為「360藝文空間」，將規劃為藝文展演場域。

#### 西子灣隧道
1927年由日本人海野三次郎挖鑿，並於隔年竣工啓用，取名為「壽山洞」。洞內四通八達，有獨立的水電、盥洗衛浴及住宿區，日治時期是日軍重要的作戰指揮中心，後亦作為高雄港務局的辦公場所。2017年11月11日首次對外開放。

#### 武嶺山莊

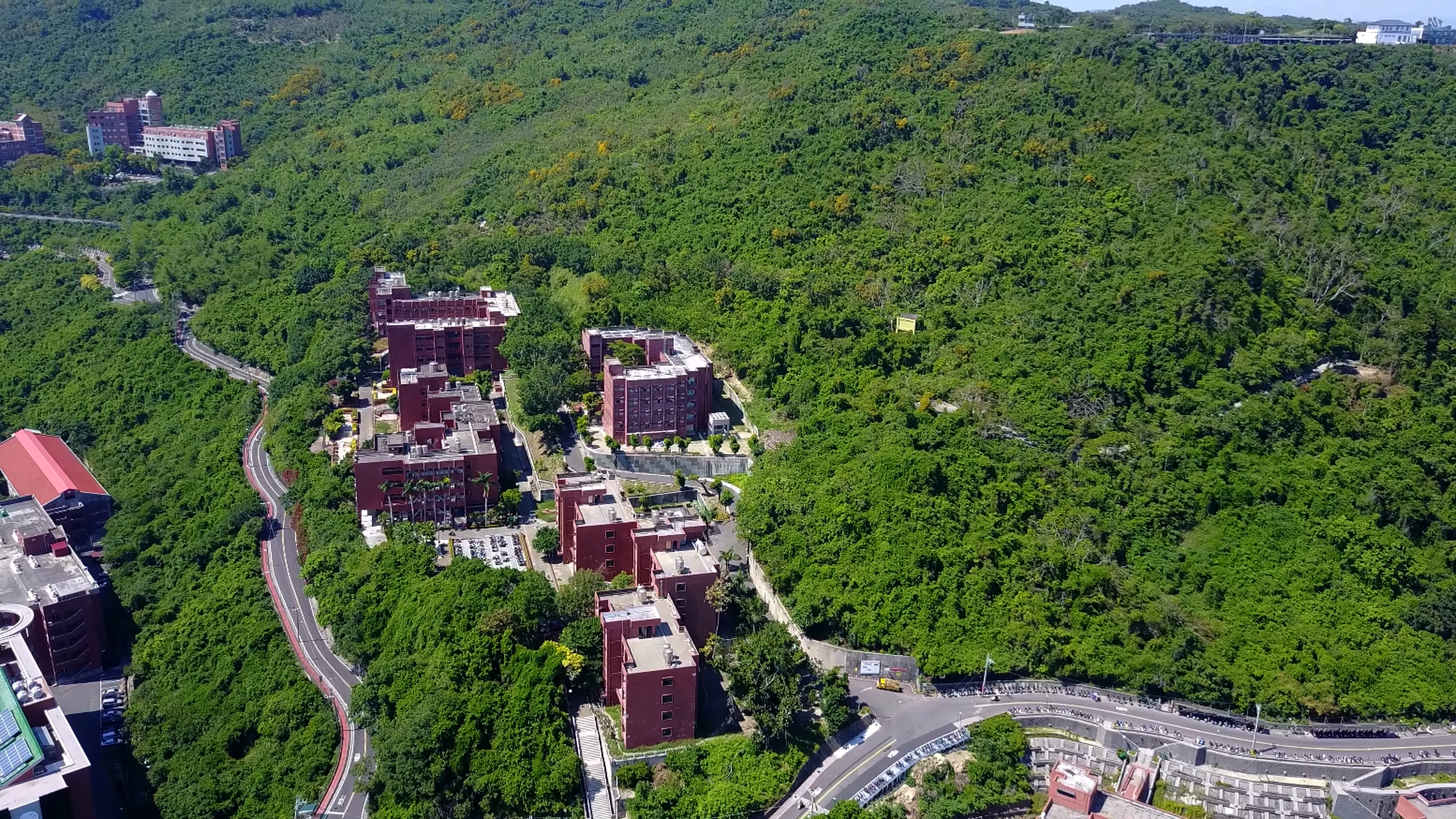
武嶺山莊

位於西子灣校區的學生宿舍，由4棟建築物組成，坐落壽山西南部的山腰上。北側面向壽山山峰及文學院、藝術學院大樓，西側面向海洋科學學院及台灣海峽，南側面向蓮海路高架路段。

### 仁武校區
該校區位於高雄市仁武區，占地約24公頃。目前仍在建設中。

### 苓雅校區
該校區位於高雄市苓雅區，占地約1.46公頃。目前仍在建設中，預定為國立中山大學醫學院使用。

### 海外研究站
國立中山大學東沙國際海洋研究站，位於南海東沙群島，屬環礁地形。自西子灣校區旁的高雄港出發，行程約達400公里，登島需向該校或東沙環礁國家公園專門申請。
國立中山大學臺斯環境變遷海外科研中心，位於南亞國家斯里蘭卡。其中，西部長期觀測站位於首都的斯里賈亞瓦德納普拉科特大學（University of Sri Jayewardenepura）；南部長期觀測站位於馬塔拉的魯胡納大學（University of Ruhuna）。
「臺灣與波羅的海國家物理研究中心」(Taiwan and the Baltic States Research Center on Physics, TBRCP) 由國立中山大學晶體研究中心與拉脫維亞大學固態物理研究所、立陶宛科技與技術中心及維爾紐斯大學 (Vilnius Univesity) 光學與奈米科技研究所在2020年共同設立。
國立中山大學於2023年與吐瓦魯政府成立「臺灣-吐瓦魯海洋科學及工程研究中心」，海洋進行生物多樣性及海洋工程等領域研究。

### 附屬學校
- 國立中山大學附屬國光高級中學位於高雄市楠梓區。
- 國立中山大學附設幼稚園，現位於西子灣校區的「蔣公行館」旁，開放社會人士子女入學。

## 校園文化
位在高雄市，毗鄰高雄港，形成「海」「商」特長、理工、產官學密切合作的校風。
中山大學與加州大學聖地牙哥分校同樣為校史較短、海洋學特長、位於風景區又毗鄰港口的公立研究型大學，21世紀以來維持特殊緊密合作關係。中山大學亦與比利時根特大學建立標桿合作關係。

### 學生會
國立中山大學學生會成立於2007年，依據大學法及國立中山大學組織規程設立，為中山大學全校的學生自治組織，自2019年起採議會內閣制，學生議會議員由全校各學院學生分別選出，學生會會長及行政中心各部長從學生議會選舉產生，具有解釋、仲裁等權的評議委員則由會長提名學生議會同意任命。另外，學生宿舍自治委員會亦屬於學生會架構下，但經費、運作均獨立，僅須將年度計畫書送學生會備查。

## 學術

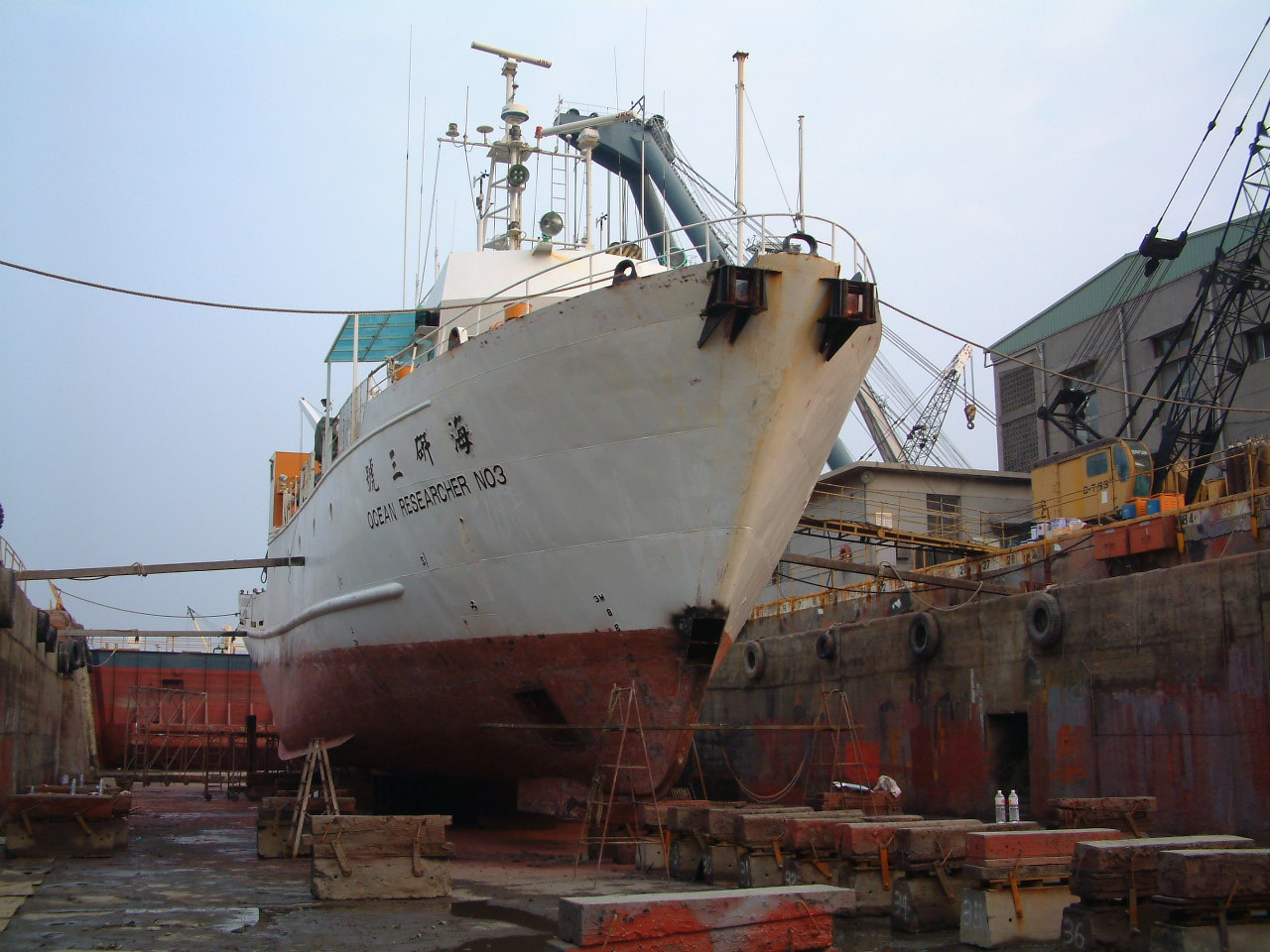
海研三號研究船

以智庫學者立校，包括東沙離島研究站、臺斯環境變遷海外科研中心在內，共有近70個研究中心，幅員橫跨400公里。全校現設有10個學院（含1個博雅學院）、2個國家重點領域研究學院，其中有1個純學士班（政治經濟學系）。各學院皆有開設英語授課課程。全校學生人均經常支出為新臺幣30.7萬元。該校管理學院擁有AACSB認證、特许金融分析师（CFA）協會課程認證。

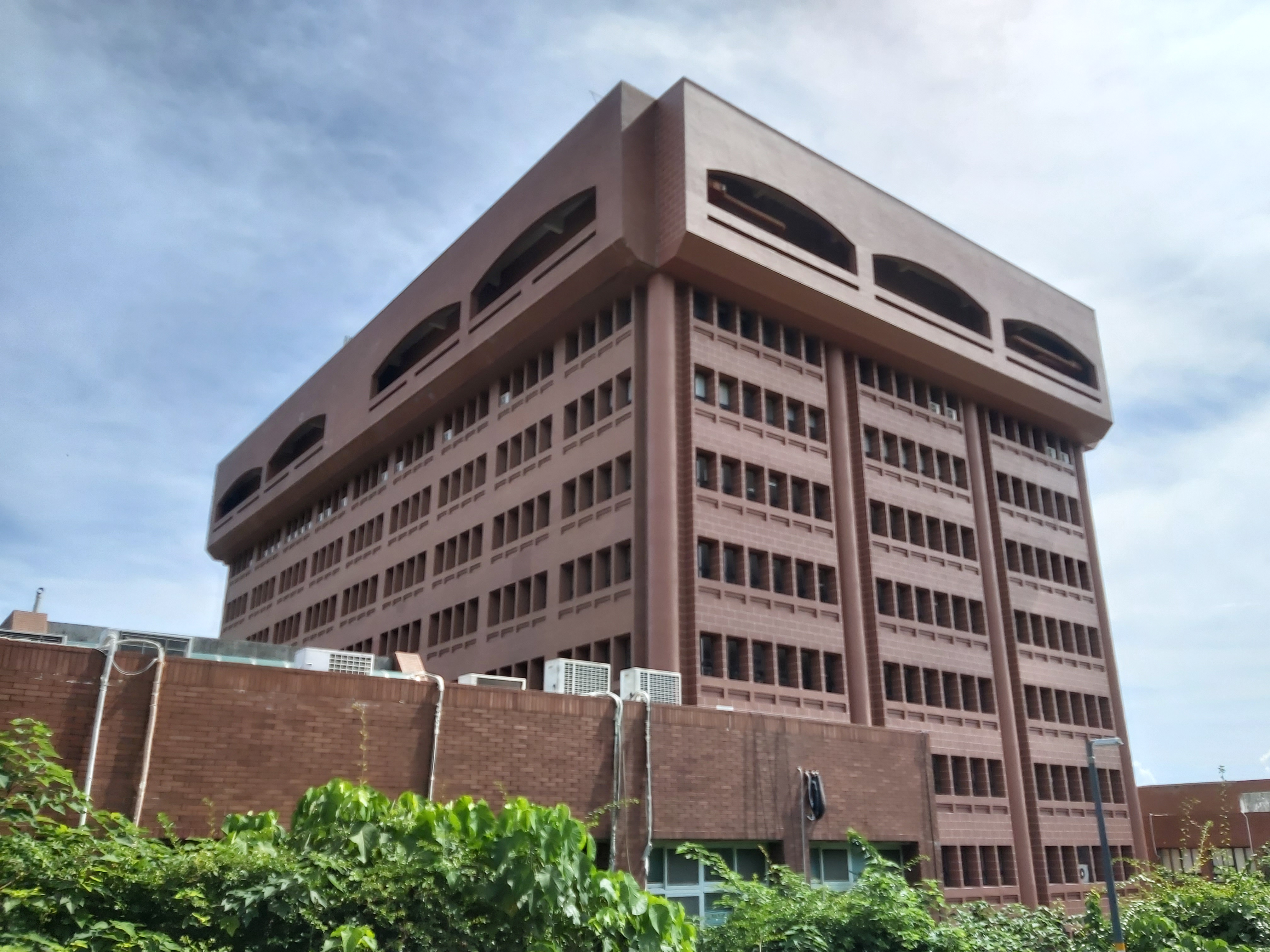
圖書資訊大樓

該校入選教育部指定重點研究型大學、邁向頂尖大學計畫及高等教育深耕計畫，設有美国、欧洲联盟、日本官方辦公室及韓國研究中心。中山大學圖書館与台大、陽明交大並列為台灣3所大學寄存圖書館之一，西文圖書佔總館藏的41.86%，韓國學研究圖資為全臺之冠。2015年開南臺灣首例（全臺第15例），開放大學生、研究生出席校務行政會議。
| 國際級研究據點 - 「亞太海洋研究中心」：國際黑潮研究重鎮，具有洋流發電技術。 - 「氣膠科學研究中心」：氣膠（PM2.5）科學之研究中心。 - 「智慧電子商務研究中心」：歐盟第七期科研架構計畫（7th Framework Programme, FP7）社會經濟人文領域國家聯絡據點（SSH-NCP），「邁向頂尖大學計畫」及高等教育深耕計畫。 | 特殊官方智庫 - 「中山美國中心」、「中山歐盟中心」、「日本研究中心」，分別由美國在台協會、歐洲聯盟執委會、財團法人交流協會資助設立。 - 「李登輝政府研究中心」循哈佛大學约翰·F·肯尼迪政府学院的前例，發揮政經智庫職能，培養公共政策專門人才。 |

## 認證
管理學院於2013年通過美国特許金融分析師（CFA）協會之課程認證，為臺灣第一所擁有AACSB認證的國立大學。

## 出版與媒體

### 學術期刊
已停刊刊物包含《公營事業評論》、《西灣藝論》、《中山社會科學季刊》、《兩岸與國際事務季刊》、《中山中文學刊》、《中山大學社會科學論叢》、《中山通識教育學報等》，尚未停刊者點列如下。
- 《國立中山大學學報》：第一本刊物。
- 《中山管理評論》：TSSCI第一級期刊。
- 《文與哲》：THCI第一類期刊。
- 《中山人文學報》：THCI期刊第二級期刊。

### 出版社
中山大學設有「國立中山大學出版社」，負責相關課程教材、藝文書籍之出版。2018年，首度於台北國際書展與成大、國立陽明交通大學、政大、清大、北藝大、臺大、臺師大共組「國立大學出版社聯展」。

### 數位媒體
- 《電子商務時報》
- 《中山管院電子報》
- 《中山新聞電子報》、《中山新聞網》
- 《工學院校友通訊》

## 大學相關人物

### 歷任校長

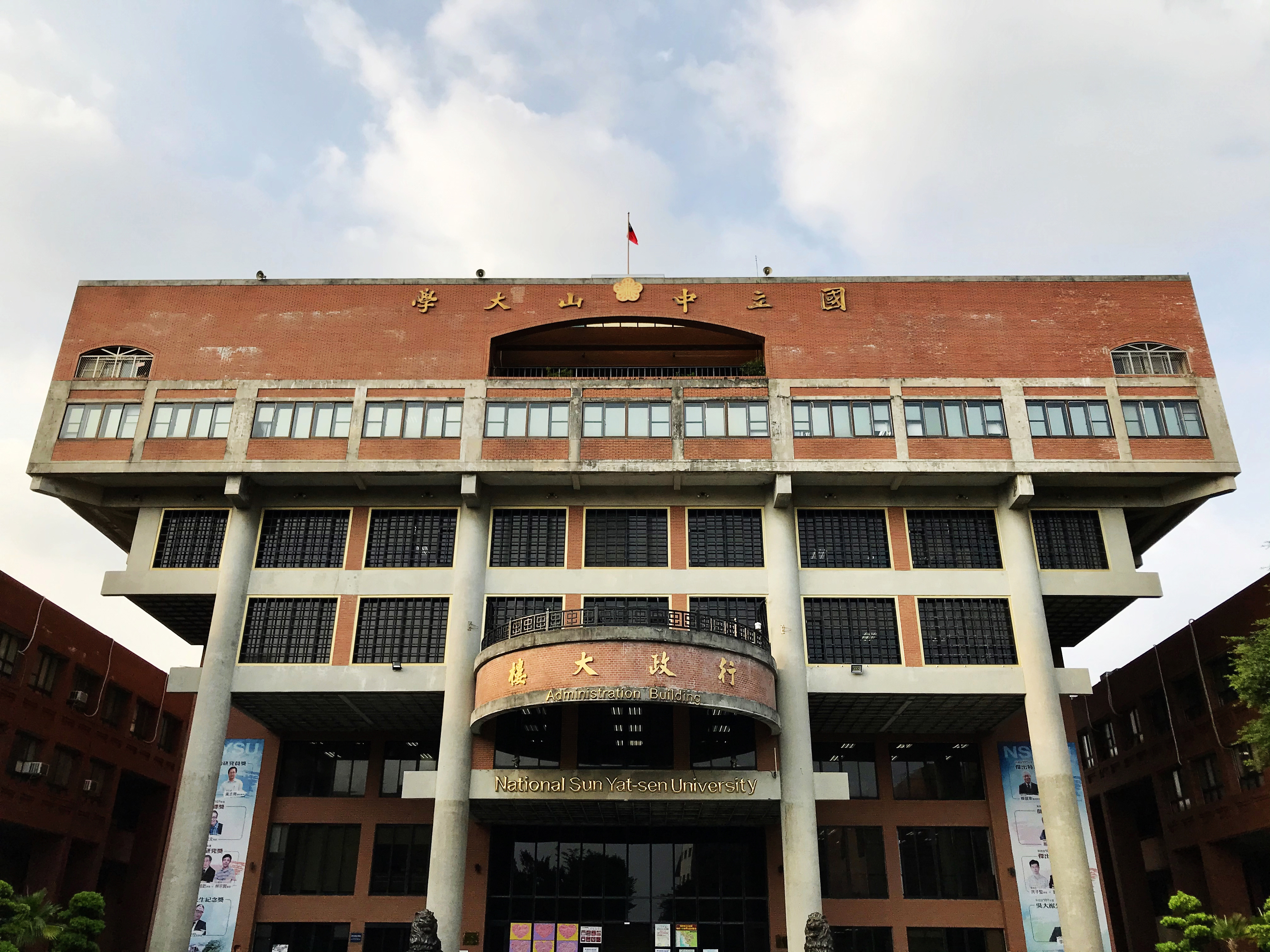
行政大樓，校長室所在地

| 任期 | 姓名   | 任期                  | 備注                                                   |
| ---- | ------ | --------------------- | ------------------------------------------------------ |
| 1    | 李煥   | 1980年7月－1984年6月  | 原任國立中山大學籌備處主任                             |
| 2    | 趙金祁 | 1984年6月－1987年7月  | 原任國立中山大學教務長                                 |
| 3    | 林基源 | 1987年7月－1996年7月  | 原任國立中山大學管理學院院長                           |
| 4    | 劉維琪 | 1996年7月－2002年11月 | 後任中華民國行政院飛行安全委員會主任委員               |
| 5    | 張宗仁 | 2002年11月－2008年9月 | 原任國立中山大學理學院院長                             |
| 6    | 楊弘敦 | 2008年9月－2016年5月  | 後任中華民國科技部部長                                 |
| 代理 | 吳濟華 | 2016年5月－2016年8月  | 原任國立中山大學副校長                                 |
| 7    | 鄭英耀 | 2016年8月－2024年5月  | 原任國立中山大學教育研究所教授，後任中華民國教育部部長 |
| 代理 | 郭志文 | 2024年5月－2024年8月  | 原任國立中山大學副校長                                 |
| 8    | 李志鵬 | 2024年8月－           |                                                        |

## 爭議事件
- 資安入侵事件，2019年11月，境外不明人士利用跨網站指令碼攻擊（XSS）方法，長期入侵監看近百名社會科學院、海洋科學院教職員的電子郵件信箱[52][53]。鑑於主要被害目標（政治學、兩岸關係、公共政策學者）具有政府智庫性質，入侵事件可能有害國家安全[54]。
- 黑幫人物演講邀請，2020年4月，該校助理教授陳世岳邀請統促黨總裁—「白狼」張安樂蒞校演講（題目為「與年輕人談統一促進黨」）。因張安樂過去為竹聯幫大老緣故，校長鄭英耀對其入校演講完全不知情一事向社會大眾致歉[55]。
- 李眉蓁碩士論文抄襲，2020年7月，中國國民黨李眉蓁2008年的國立中山大學碩士論文《台灣對中國大陸之貿易分析》，遭揭露整本論文有96%內容抄襲自國立臺北大學雷政儒於2000年發表的碩士學位論文《兩岸經貿互動與台商投資之演變分析》，另外有4頁一字不漏抄襲自童振源2005年5月發表於國立政治大學的文章〈兩岸政經互動〉。雖然李眉蓁於2020年7月23日自行宣布放棄該碩士學位，但校方還是於8月決議撤銷處分[56]。2022年1月13日，臺灣橋頭地方檢察署依違反《著作權法》將李眉蓁提起公訴。[57]國民黨前立委邱毅指出，蘇嘉全就讀公共事務管理研究所期間，論文抄襲陳永森發表的文章，但是經中山大學判定，認定蘇嘉全沒有抄襲[58]。而高雄市前市長陳菊的碩士論文《植基於勞動人權與勞動競爭力之台灣外勞政策》由吳濟華教授指導，該名教授也被陳菊內定為為市府都市設計審議委員會、經濟發展委員會委員，後來接手高雄捷運董座，疑似透過包庇之嫌[59]，中山大學亂象多，遭諷「洗學歷」首選。有人指出，民主進步黨背景的「焦糖哥哥」陳嘉行僅以高職學歷，沒有讀過大學，也沒經過任何考試，但依據大學同等學力認定標準第七條，獲得「國立中山大學社會學系碩士班」入學資格，原因在於「臉書追蹤達10萬人」。其爭議在於國立中山大學社會系：「熱心公共事務，臉書追蹤達十萬人以上，深具社會影響力者」這樣的「焦糖條款」，有黑箱作業以及包庇其入學資格的嫌疑，提到焦糖哥哥在臉書曾貼出自己第一學期只修了7學分的成績單看似違反了「中山大學社會學系碩士班修業規則」第二條－「本系碩士班研究生之修業年限，以一至四年為限；其入學第一學年，每學期至少修九學分」。[60]

- 女教授維護名譽仗著成績評量威脅學生事件，2021年，一名中文系的大四男大生在社群網站Dcard發文，指出一名楊姓女教授上課不認真，該名教授事後帳著自己為教授名義，以「將男大生發文的副本或截圖給她，視內容可加學生成績5～10分不等」、「如果這位學長因此願意撤文，全班加20分」等荒唐內容威脅班上學生維護其個人名譽，事後學生連署，要教育部正視女教授的不適任並介入調查。[61]

## 相關資料
1. ↑  「69年復校 Reestablished in 1980」，105學年度大專校院名錄（中英文版） （页面存档备份，存于），中華民國教育部統計處
2. ↑  伍振鷟. . . 三民書局. 1982: 193.
3. 1 2 3 4 5  蔡秀芬; 郭志文; 徐學慧; 楊育成; 鄭怡軒; 張硯筑; 劉科汶; 魏莨伊; 王皓誠 (编).  (PDF). 高雄市: 14. 2022  [2022-12-25]. （原始内容存档 (PDF)于2022-12-25） （中文（臺灣））.
4. ↑  . 關於中山. 臺灣高雄市: 國立中山大學.   [2022-05-22]. （原始内容存档于2022-03-10） （中文（臺灣））.
5. ↑  黃慕萱. . 引文分析與學術評鑑研討會論文集 (臺北). 2004年: 第135至152頁 （中文（臺灣））.
6. ↑  .   [2020-05-01]. （原始内容存档于2020-11-12）.
7. ↑  .   [2020-05-01]. （原始内容存档于2021-01-05）.
8. ↑  . Financial Times.   [2021-10-13]. （原始内容存档于2021-11-29）.
9. ↑  國立中山大學管理學院. . www.cm.nsysu.edu.tw.   [2022-12-25]. （原始内容存档于2022-12-25） （中文（臺灣））.
10. ↑  國立中山大學. . www.nsysu.edu.tw.   [2022-12-25]. （原始内容存档于2022-12-25） （中文（臺灣））.
11. 1 2  . ora.nsysu.edu.tw.   [2024-06-24]. （原始内容存档于2022-11-16） （中文（臺灣））.
12. ↑  . www.nsysu.edu.tw.   [2022-12-25]. （原始内容存档于2022-12-25） （中文（臺灣））.
13. ↑  .   [2013-09-24]. （原始内容存档于2013-09-27）.
14. ↑  .   [2013-03-02]. （原始内容存档于2013-03-08）.
15. ↑  . www.nsysu.edu.tw.   [2022-12-25]. （原始内容存档于2023-03-06） （中文（臺灣））.
16. ↑  . www.nsysu.edu.tw.   [2022-12-25]. （原始内容存档于2023-03-06） （中文（臺灣））.
17. ↑  . 生活 (中央社).   [2018-11-05]. （原始内容存档于2020-11-09） （中文（臺灣））.
18. ↑  . 文教－大學研究所 (聯合新聞網).   [2018-10-25]. （原始内容存档于2020-11-09）.
19. ↑  . 文教－大學研究所 (聯合新聞網).   [2018-11-05]. （原始内容存档于2020-11-09）.
20. ↑  趙美貞，〈中山大學在高雄復校六年有成〉，收入國立中山大學校友會編，《國立中山大學的回顧與展望》（臺北：1986年11月11日），頁乙二四。
21. ↑  趙美貞，〈中山大學在高雄復校六年有成〉，收入國立中山大學校友會編，《國立中山大學的回顧與展望》（臺北：1986年11月11日），頁乙二零。
22. ↑  . 國立中山大學. 2014-11-08  [2023-12-23] （中文（臺灣））.
23. ↑  .   [2022-03-30]. （原始内容存档于2021-04-12）.
24. ↑  
發現論文:"Zoological Studies" 51(2):213-221 (2012) {zoolstud.sinica.edu.tw/Journals/51.2/213.pdf} ; 
中華民國行政院 農業委員會 林務局 (conservation.forest.gov.tw/directory) 106年3月29日公告修正「保育類野生動物名錄」.
25. ↑  .   [2013-02-19]. （原始内容存档于2013-04-19）.
26. ↑  .   [2013-03-17]. （原始内容存档于2015-01-02）.
27. ↑  .   [2013-02-19]. （原始内容存档于2013-08-06）.
28. ↑  . 自由時報. （原始内容存档于2024-03-22）.
29. ↑  . 地方－高屏離島 (聯合新聞網).   [2018-10-23]. （原始内容存档于2020-11-09）.
30. ↑  陳啟仁.  (PDF).   [2023-04-23].[]
31. ↑  中央通訊社. . 中央社 CNA. 2024-05-18  [2024-05-18]. （原始内容存档于2024-05-22） （中文（臺灣））.
32. ↑  .   [2022-04-23]. （原始内容存档于2022-05-31）.
33. ↑  聯合新聞網. . 聯合新聞網.   [2024-06-24]. （原始内容存档于2024-06-24） （中文（臺灣））.
34. ↑  .   [2022-03-20]. （原始内容存档于2022-04-12）.
35. ↑  .   [2013-03-21]. （原始内容存档于2013-12-03）.
36. ↑  . UCSD-NSYSU Bilateral Symposium.   [2018-10-24]. （原始内容存档于2020-11-09） （美国英语）.
37. ↑  . ora.nsysu.edu.tw.   [2024-06-24] （中文（臺灣））.
38. ↑  國立中山大學課外活動輔導組. . https://activity-osa.nsysu.edu.tw/.   [2022-03-23].[]
39. ↑  國立中山大學學生會. . https://nsysusa.org/.   [2022-03-23].
40. ↑  .   [2013-07-17]. （原始内容存档于2013-12-11）.
41. ↑  中山大學四大國家級政策全拿，學生未來有何好康可期？ | 謝明彧 | 遠見雜誌
42. ↑  .   [2015-06-06]. （原始内容存档于2015-06-08）.
43. ↑  .   [2015-04-15]. （原始内容存档于2020-08-03）.
44. ↑  .   [2018-02-01]. （原始内容存档于2018-06-29）.
45. ↑  .   [2021-06-20]. （原始内容存档于2021-06-24）.
46. ↑  .   [2021-06-20]. （原始内容存档于2021-06-24）.
47. ↑  .   [2021-06-20]. （原始内容存档于2021-06-24）.
48. ↑  .   [2017-11-28]. （原始内容存档于2017-12-01）.
49. ↑  中時電子報. . 中時電子報.   [2018-11-15]. （原始内容存档于2020-11-09） （中文（臺灣））.
50. ↑  中時電子報. . 中時電子報.   [2018-11-05]. （原始内容存档于2020-11-09） （中文（臺灣））.
51. ↑  袁庭堯. . 中國時報. 2024-06-22  [2024-06-22]. （原始内容存档于2024-06-22）.
52. ↑  . iThome.   [2021-01-19]. （原始内容存档于2020-11-09）.
53. ↑  . Yahoo奇摩新聞.   [2021-01-19]. （原始内容存档于2020-11-09）.
54. ↑  . 文教－大學研究所. 聯合新聞網.   [2021-01-19]. （原始内容存档于2020-11-09）.
55. ↑  . 蘋果日報.   [2020-08-20]. （原始内容存档于2020-11-09）.
56. ↑  .   [2020-08-20]. （原始内容存档于2020-11-09）.
57. ↑   (PDF). 臺灣橋頭地方檢察署. 2022-01-13  [2022-01-21]. （原始内容存档 (PDF)于2022-01-14） （中文（臺灣））.
58. ↑  .   [2022-05-24]. （原始内容存档于2022-07-10）.
59. ↑  .   [2022-05-24]. （原始内容存档于2022-07-10）.
60. ↑  宋淯銓. . 風傳媒. 2020-07-24  [2022-04-29]. （原始内容存档于2022-05-31） （中文（臺灣））.
61. ↑  .   [2022-05-24]. （原始内容存档于2022-07-13）.

## 外部連結
- （繁體中文）（英文）國立中山大學（页面存档备份，存于）
- YouTube上的2018國立中山大學簡介影片
- National Sun Yat-sen University (國立中山大學 LinkedIn Company Page)
- Study in Taiwan National Sun Yat-sen University (NSYSU)
- National Sun Yat-sen University Reviews - Kaohsiung, Taiwan Attractions - TripAdvisor （页面存档备份，存于）
- 國立中山大學 - 旅遊景點評論 - TripAdvisor （页面存档备份，存于）